# Lyckans Undulat
En singel släppt den 6 juni 2007 från bandet Detektivbyråns kommande debutalbum, utgiven på skivbolaget Danarkia.

## Låtar
1. Lyckans Undulat - 2:54
2. Hem Ljuva Hem - 2:38